# Kievskaja (metrostation Moskou, Filjovskaja-lijn)

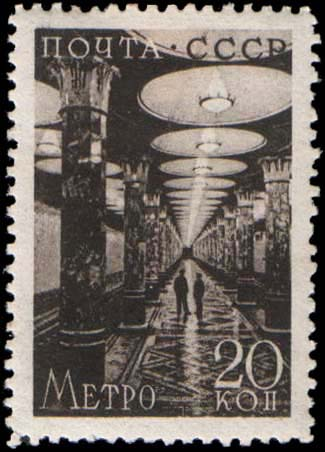
Gelegenheidspostzegel voor de opening van lijn 3 op 13 maart 1938

Kievskaja is een metrostation in de Russische hoofdstad Moskou en maakt deel uit van een complex van drie metrostations bij Station Moskva Kievskaja.

## Verschillende lijnen

### Lijn 1
Het station werd geopend op 20 maart 1937 als onderdeel van de westtak van lijn 1 en Kievskaja werd daarmee het westelijke eindpunt van de zijlijn. Het was de eerste verlenging van de oorspronkelijke metro die tot stand kwam door de bouw van een brug over de Moskva ten westen van station Smolenskaja en vervolgens via een afrit tot nder het stationsplein. Net als de andere stations van de zijlijn werd ook Kievskaja vlak onder het straatoppervlak gebouwd. 

### Lijn 3
In 1938 werd de zijlijn losgeknipt en via een helling onder het Manegeplein verbonden met een geboorde tunnel naar Koerskaja. Hierdoor ontstond een operationeel zelfstandige lijn 3. Op 13 maart 1938 werd lijn 3, als tweede lijn van het metronet geopend en werd Kievskaja onderdeel van lijn 3. 

### Lijn 4
Jozef Stalin vond de stations vlak onder het straatoppervlak zeer kwetsbaar en liet de geboorde tunnel doortrekken naar Kievskaja. Op 5 april 1953 werd de nieuwe tunnel geopend en de oorspronkelijke zijlijn gesloten. Het ondiepe Kievskaja werd vervangen door een dieper gelegen station. Stalins opvolger Nikita Chroesjtsjov liet de zijlijn renoveren en verbond deze met de westlijn die hij op maaiveld hoogte had laten bouwen. Dusdoende kwam in 1958 lijn 4 tot stand en sindsdien is dit metrostation onderdeel van de Filjovskaja-lijn.